# Liste der Träger des Verdienstordens des Landes Schleswig-Holstein
Diese Liste führt die Träger des Verdienstordens des Landes Schleswig-Holstein chronologisch auf. Die Auszeichnung wurde am 7. November 2007 durch den Ministerpräsidenten Peter Harry Carstensen gestiftet und im Jahr darauf aus Anlass des Schleswig-Holstein-Tages an elf Persönlichkeiten erstmals vergeben. Inhaber der Schleswig-Holstein-Medaille gelten als Inhaber dieses Verdienstordens.

## Schleswig-Holstein-Medaille
- Alfred von Rosenberg, MdL
- Jens Exler, Laientheater-Schauspieler
- Erna Gravert, Vorsitzende des Landfrauenvereins Wilstermarsch
- Hans Hansen, Sportfunktionär, Präsident des Deutschen Sportbundes
- Wilhelm Hoffmann, Hauptgeschäftsführer der Pommerschen Landsmannschaft
- Manfred Ritter (1931–2009), Rektor und Kulturausschussvorsitzender des Bundes Deutscher Nordschleswiger
- Gerhard Schmidt, Hauptvorsitzender des Bundes Deutscher Nordschleswiger
- Fritz Wempner, Schauspieler
- Klaus Gundelach, Verlagsdirektor, Journalist (verliehen 1978)
- Hans Peter Johannsen, Bibliotheksdirektor (verliehen 1978)
- Heinz Klinke, MdL (verliehen 1979)
- Peter Guttkuhn, Schriftleiter der Lübecker kulturhistorischen Zeitschrift „Vaterstädtische Blätter“ (verliehen 1980)
- Fritz Latendorf, MdL (verliehen 1980)
- Walter Hase, Forsthistoriker (verliehen 1981)
- Hermann Harms, Heimatforscher (verliehen 1981)
- Max Steen, Heimatforscher (verliehen am 12. Juni 1981)
- Hans-Alwin Ketels, Landwirt und Politiker (verliehen am 14. Juni 1981)
- Magnus Feddersen, Bürgermeister von Langenhorn (verliehen 1981)
- Brunhild Wendel, MdL, Bürgermeisterin (verliehen 1983)
- Hans-Jürgen Wille, Musikpädagoge, Chorleiter (verliehen 1983)
- Hanna Jäger, Künstlerin (verliehen 1985)
- Gerda Peschke, Kampfrichterin (verliehen 1990)
- Uwe Bürner, Mitglied des Vorstandes des Sängerbundes Schleswig-Holstein (verliehen 1992)

### 2000
- Linde Fröhlich aus Lübeck, Leiterin des Filmforums Schleswig-Holstein (verliehen am 23. September 2000)
- Herbert Gerisch aus Neumünster, Vorsitzender des DRK-Kreisverbands Neumünster (verliehen am 23. September 2000)
- Karl-Heinz Groth aus Goosefeld, Schriftsteller (verliehen am 23. September 2000)
- Hans-Jürgen Hay aus Neustadt, Volkstänzer (verliehen am 23. September 2000)
- Gundula Hubrich-Messow aus Sterup, Erzählforscherin (verliehen am 23. September 2000)
- Manfred Kamper aus Husum, Vorsitzender der Stiftung In Würde alt werden (verliehen am 23. September 2000)
- Heinz Lassen aus Flensburg-Tarup, Vertreter im Präsidium des Deutschen Volkssportverbandes (verliehen am 23. September 2000)
- Mathilde Wilhelmine Lorenzen, Übersetzerin, Berichtschreiberin (verliehen am 23. September 2000)
- Roland Reche aus Plön, Stadtrat, Vorsitzender der Deutsch-Polnischen Gesellschaft Kiel (verliehen am 23. September 2000)
- Klaus Schnaase aus Holtsee, Leiter der Schulmeisterbühne (verliehen am 23. September 2000)
- Matthäus Weiß aus Kiel, Vorsitz im ersten Sinti-Verein (verliehen am 23. September 2000)

### 2002
- Johannes Brodersen (Langenhorn) (verliehen am 31. August 2002)
- Ilse Gertz (Osterhever) (verliehen am 31. August 2002)
- Gerd Gramlow (Hollingstedt) (verliehen am 31. August 2002)
- Irmgard Harder (Kiel) (verliehen am 31. August 2002)
- Klaus Jacobsen (Büchen) (verliehen am 31. August 2002)
- Helga Jessen (Heikendorf) (verliehen am 31. August 2002)
- Imre Sallay (Altenholz) (verliehen am 31. August 2002)
- Hans-Jürgen Schwark (Neumünster) (verliehen am 31. August 2002)
- Uwe Tschanter (Horstedt), Vorsitzenden des Flüchtlingsrates (verliehen am 31. August 2002)
- Günter Weitling (Padborg/Dänemark), Theologe (verliehen am 31. August 2002)
- Hans-Joachim Wohlenberg (Tornesch) (verliehen am 31. August 2002)
- Magnus Wislander, Handballspieler (verliehen am 27. November 2002)

### 2004
- Harald Kracht (Fahrdorf), langjähriges Engagement für den Schleswig-Holstein-Tag (verliehen am 14. August 2004)
- Eckart Besch (Heide) (verliehen am 14. August 2004)
- Marianne Gymnopoulos (Flensburg) (verliehen am 14. August 2004)
- Anne Kämper (Husby) (verliehen am 14. August 2004)
- Jutta Kürtz (Kiel) (verliehen am 14. August 2004)
- Horst Petersen (Langwedel) (verliehen am 14. August 2004)
- Lothar Scheunemann (Schwarzenbek) (verliehen am 14. August 2004)
- Wolfgang Schlüter (Schacht-Audorf) (verliehen am 14. August 2004)
- Ekkehard Schmidt (Eckernförde) (verliehen am 14. August 2004)
- Herwig Brandstetter (Graz) (verliehen am 14. August 2004)

### 2006
- Henning Bachmann aus Westerholz (verliehen am 20. Mai 2006)
- Gisela und Bodo Daetz aus Harrislee (verliehen am 20. Mai 2006)
- Marianne Ehlers aus Kellinghusen, Bibliothekarin (verliehen am 20. Mai 2006)
- Wolfgang Laur aus Schleswig, Philologe (verliehen am 20. Mai 2006)
- Marcus Rothbart aus Klein Bennebek (verliehen am 20. Mai 2006)
- Jakob Schäfer aus Rastorf/Rosenfeld (verliehen am 20. Mai 2006)
- Gisela Terheggen aus Husum (verliehen am 20. Mai 2006)

## 2008
- Christiane Bahr, ehem. stellvertretende Landesvorsitzende der DLRG-Jugend und Landesbeauftragte für das Bildungswesen (verliehen am 12. Juli 2008)
- Ilona Dudek, Vorsitzende des Werkfeuerwehrverbandes Nord (verliehen am 12. Juli 2008)
- Michael Eckstein, Gründer des Vereins „Freunde der Bürgerstiftung Ahrensburg“, Mitbegründer der Stiftung Schleswig-Holsteinischer Stiftungstag, Leiter des EhrenamtsNetzwerks Schleswig-Holstein (verliehen am 12. Juli 2008)
- Johann Haecks, Mitbegründer der Arbeitsgemeinschaft Storchenschutz im Naturschutzbund (verliehen am 12. Juli 2008)
- Hans-Joachim Jobs, Leiter des Holsteinischen Kammerorchesters (verliehen am 12. Juli 2008)
- Geschke Kern, ehemalige Vorsitzende des Landjugendverbandes (verliehen am 12. Juli 2008)
- Ingwer Nommensen, Vorsitzender des Friesenrates und ehem. Präsident des Internationalen Friesenrates (verliehen am 12. Juli 2008)
- Harm Paulsen, Gründer und Vorsitzender des Wikingervereins Opinn-Skjold e. V. (verliehen am 12. Juli 2008)
- Inke Reinecker, ehem. Vorsitzende der Schleswig-Holsteinischen Turnerjugend (verliehen am 12. Juli 2008)
- Helmut Riemann, Vorsitzender des Denkmalrates des Landes Schleswig-Holstein (verliehen am 12. Juli 2008)
- Axel Strehl, ehrenamtlicher Koordinator für den Bereich der Gastronomie bei den Feierlichkeiten zum Tag der Deutschen Einheit 2006 in Kiel (verliehen am 12. Juli 2008)
- Otto-Dietrich Steensen, Präsident des Bauernverbandes Schleswig-Holstein (verliehen am 27. August 2008)

## 2009
- Dennis Snower, Präsident des Instituts für Weltwirtschaft an der Christian-Albrechts-Universität zu Kiel (verliehen am 21. Januar 2009)
- Ekkehard Wienholtz, Präsident des Landessportverbandes Schleswig-Holstein (verliehen am 12. Mai 2009)
- Herwig Guratzsch, Leiter der Stiftung Schleswig-Holsteinische Landesmuseen Schloss Gottorf (verliehen am 29. Mai 2009)
- Stephan Richter, Chefredakteur (verliehen am 13. Juli 2009)

## 2010
- Heinz-Werner Arens, ehem. Präsident des Schleswig-Holsteinischen Landtages (verliehen am 5. Juni 2010)
- Eberhard Dall’Asta, Landtagsabgeordneter, Vorsitzender der Verbraucherzentrale Schleswig-Holstein (verliehen am 5. Juni 2010)
- Hans Heinrich Driftmann, Präsident der Deutschen Industrie- und Handelskammer, Honorarkonsul von Venezuela (verliehen am 5. Juni 2010)
- Peter Herzig, Gründungsvorsitzender des Instituts für Meereswissenschaften in Kiel (IFM-Geomar) (verliehen am 5. Juni 2010)
- Deborah di Meglio, Landesvorsitzende des Bundesverbandes Bildender Künstler in Schleswig-Holstein (verliehen am 5. Juni 2010)
- Eva Albers, Mitglied des Stiftungsvorstandes des Schleswig-Holstein Musik Festivals (verliehen am 15. August 2010)
- Birgit Comberg, Mitglied des Stiftungsvorstandes des Schleswig-Holstein Musik Festivals (verliehen am 15. August 2010)
- Christoph Eschenbach, Künstlerischer Leiter des Schleswig-Holstein Musik Festivals (verliehen am 15. August 2010)
- Justus Frantz, Initiator und Intendant des Schleswig-Holstein Musik Festivals (verliehen am 15. August 2010)
- Carl Hermann Schleifer, Mitglied des Stiftungsvorstandes des Schleswig-Holstein Musik Festivals (verliehen am 15. August 2010)
- Ulrich Urban, Mitglied des Stiftungsvorstandes des Schleswig-Holstein Musik Festivals (verliehen am 15. August 2010)

## 2011
- Friedel Anderson, Maler (verliehen 2011)
- Felix Droese, Künstler (verliehen 2011)
- Tobias Duwe, Maler (verliehen 2011)
- Klaus Fußmann, Maler (verliehen 2011)
- Peter Nagel, Maler (verliehen 2011)
- Hans-Julius Ahlmann, Geschäftsführer der ACO Gruppe (verliehen 2011)
- Ulrich Schulte-Wülwer,[1] Direktor des Museumsberges in Flensburg (verliehen am 5. Mai 2011)
- Carsten Köthe, Hörfunkmoderator (verliehen am 5. Juli 2011)
- Rosemarie Kilian, Schauspielerin (verliehen 2011)
- Karl Ernst Laage, Studiendirektor, Präsident der Theodor-Storm-Gesellschaft (verliehen 2011)
- Heinrich Schultz, Marktmeister von Heide (verliehen 2011)

## 2012
- Hermann Langness (verliehen am 24. Januar 2012)
- Gerhard Lütje (verliehen am 24. Januar 2012)
- Fritz Süverkrüp (verliehen am 24. Januar 2012)
- Angelika Volquartz (verliehen am 24. Januar 2012)
- Reimer Bull aus Langwedel (verliehen am 28. Februar 2012)
- Konrad Hansen aus Heikendorf (verliehen am 28. Februar 2012)
- Knut Kiesewetter aus Garding (verliehen am 28. Februar 2012)
- Carl Holst, Regionsvorsitzender, Region Syddanmark[2] (verliehen am 26. März 2012)
- Bettina Horn, Leiterin der Stiftung Rolf Horn (verliehen am 17. April 2012)
- Lü Zushan, Hangzhou (China)

## 2013
- Marlis Halft aus Kiel (verliehen am 23. August 2013)
- Gabriele Wachholtz aus Neumünster (verliehen am 23. August 2013)
- Henning Kramer aus Kronshagen (verliehen am 23. August 2013)
- Reinhard Unruh aus Schleswig (verliehen am 23. August 2013)

## 2014
- Jens Oddershede, Munkebo (Dänemark)
- Gerhard Fouquet, Flintbek

## 2015
- Peter Schütt, Mönkeberg (verliehen am 14. September 2015)

## 2016
- Toshizō Ido, Kobe (Japan) (verliehen am 12. Mai 2016)
- Michael Behrendt, Brunsbüttel (verliehen am 19. September 2016)
- Erk Hassold, Bredstedt (verliehen am 19. September 2016)
- Mojib Latif, Schönberg (Holstein) (verliehen am 19. September 2016)
- Christoph Andreas Leicht, Sierksdorf (verliehen am 19. September 2016)
- Marga Trede, Bokel (Kreis Pinneberg) (verliehen am 19. September 2016)

## 2017
- Henrik Becker-Christensen, Vejle/Dänemark (verliehen August 2017)
- Joachim Litz, Grömitz (verliehen November 2017)

## 2018
- Lorenz Marckwardt, Eckernförde (verliehen am 20. Februar 2018)
- Jürgen Miethke, Molfsee (verliehen am 20. Februar 2018)
- Wilfried Saust, Kiel (verliehen am 20. Februar 2018)
- Peter Albers, Meldorf (verliehen am 27. November 2018)
- Otto Bernhardt, Rendsburg (verliehen am 27. November 2018)
- Rolf Granow, Klein Wesenberg (verliehen am 27. November 2018)

## 2019
- Holger Hübner, Hamburg, Gründer des Wacken-Open-Air-Festivals (verliehen am 10. Dezember 2019)[3]
- Thomas Jensen, Husum, Gründer des Wacken-Open-Air-Festivals (verliehen am 10. Dezember 2019)
- Gerd Jürgen „Shanger“ Ohl, Schwabstedt (verliehen am 23. Dezember 2019)

## 2020
- Annemarie Erichsen, Wees, diverse Funktionen in der Sydslesvigsk Forening (SSF) (verliehen am 20. Oktober 2020)
- Jörg-Dietrich Kamischke, Selk, Vorsitzender des Vereins Deutscher Grenzverein (verliehen am 20. Oktober 2020)
- Inken Völpel-Krohn, Kiel, Vorsitzende des Vereins Nordfriisk Instituut (verliehen am 20. Oktober 2020)

## 2021
- Detlev Buck, Schauspieler (verliehen im Mai 2021)
- Georg Bollig, Schleswig (verliehen am 22. Juni 2021)
- Hartmut Göbel, Noer (verliehen am 22. Juni 2021)
- Tillmann Loch, Flensburg (verliehen am 22. Juni 2021)
- Liselotte Mettler, Kiel (verliehen am 22. Juni 2021)
- Ulf Bästlein, Graz/Österreich (verliehen am 3. August 2021)
- Frederik Paulsen, Lausanne/Schweiz (verliehen am 3. August 2021)
- Thomas Steensen, Husum (verliehen am 3. August 2021)
- Ute Thienel, Bad Segeberg (verliehen am 3. August 2021)